# Württembergische F
Die Fahrzeuge der Baureihe F und F 2 waren Lokomotiven der Königlich Württembergischen Staats-Eisenbahnen. 
Zwar hatte die Firma Keßler bereits 1849–1851 fünf Cn2-Lokomotiven der Albklasse geliefert, diese waren aber für ihre Zeit zu schwer ausgefallen und in 2'B-Lokomotiven umgebaut worden. Die gestiegenen Anforderungen im Zugdienst erforderten aber wiederum dreifach gekuppelte Lokomotiven, so dass von 1864 bis 1880 ohne wesentliche Änderungen 98 Exemplare der Gattung F geliefert wurden. Darin inbegriffen sind zehn Ersatzlokomotiven für frühzeitig ausgeschiedene Exemplare. Ihre Ausführung war an den norddeutschen Baustil angelehnt. Der Kesseldruck betrug 9 kp/cm² bis 10 kp/cm².
Eingesetzt wurden diese Loks anfangs auf der Strecke zwischen Ulm und Geislingen an der Steige. Dort hatte man zuvor den Oberbau verstärkt. Sie sollten für den anwachsenden Güterverkehr verwendet werden. 

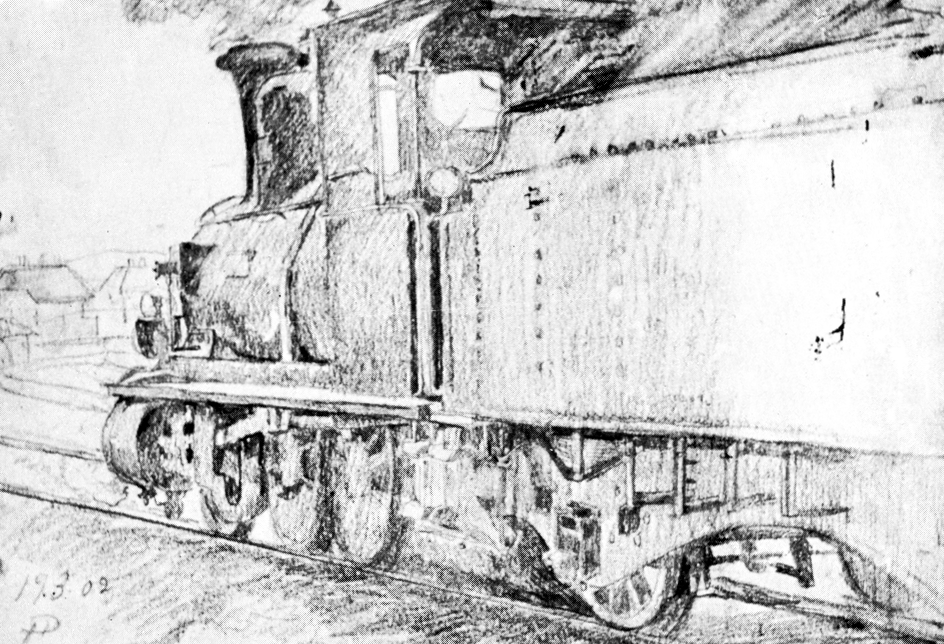
Eine württembergische F 2 in Fahrt

Erst 1889 wurden sechs weitere Lokomotiven ähnlicher Bauart geliefert, die bei gleichem Raddurchmesser und Achsstand mit 12 kp/cm² Kesselüberdruck betrieben wurden und statt 480 mm nur 450 mm Zylinderdurchmesser aufwiesen. Sie wurden als Klasse F 2 bezeichnet. 1890 bis 1892 wurden 8 Lokomotiven der Klasse F mit neuen Kesseln, die denen der Klasse F 2 entsprachen, ausgerüstet und zunächst als Klasse Fa, ab 1906 als Klasse F 2 bezeichnet. Bis 1910 wurden 88 weitere Maschinen der Klasse F mit Kesseln und Zylindern der Klasse F 2 ausgerüstet und sofort in diese eingeordnet. Eine der umgebauten Lokomotiven, die 1867 mit dem Namen "Schussenried" in Betrieb genommen und 1891 umgebaut worden war, wurde von der Deutschen Reichsbahn übernommen und erhielt die Betriebsnummer 53 8301. Die umgebauten Loks hatten eine Dienstmasse von 38 t und eine mittlere Achslast von 12,7 t.
Die Fahrzeuge besaßen Schlepptender der Bauart 2 T 6,5, später wü. 2T10.
Ähnliche, ab 1890 gebaute Lokomotiven in Verbundausführung wurden als Klasse Fc eingeordnet.